# Nanumanga
Nanumanga (lub Nanumaga) – wyspa koralowa o powierzchni ok. 2,78 km² należąca do archipelagu Tuvalu. W 2002 roku liczba mieszkańców wyniosła 589 osób. Wyspa posiada trzy laguny. W największej (Vaiatoa) znajdują się cztery małe wyspy. Europejczycy odkryli atol 5 maja 1781 roku.
Na Nanumanga znajduje się szkoła podstawowa (Lotohoni Primary School) (stan na 2014 rok).